# 금지된 행성
《금지된 행성》(영어: Forbidden Planet)은 MGM에서 제작한 미국의 SF 영화이다. 니콜라스 네이팩이 제작했으며, 프레드 M. 윌콕스가 감독했다. 월터 피전, 앤 프란시스, 레슬리 닐슨, 워렌 스티븐스, 잭 켈리, 로비 더 로봇이 주연을 맡았다. 이스트먼 컬러와 시네마스코프로 촬영되었다. 이 영화는 1950년대 최고의 SF 영화 중 하나이자, SF 영화의 미래를 바라본 선구자로 여겨진다. 등장인물과 고립된 환경은 윌리엄 셰익스피어의 《템페스트》에 비교되었다. 《금지된 행성》은 《템페스트》와 유사한 줄거리를 가지고 있다. 스타 트렉을 만든 진 로든베리의 자서전에서 자서전 작가 데이비드 알렉산더는 《금지된 행성》이 스타 트렉을 만드는 데 영감을 주었다라고 말했다.  

## 출연

### 주연
- 월터 피전
- 앤 프란시스
- 레슬리 닐슨

### 조연
- 워렌 스티븐스
- 잭 켈리
- 리차드 앤더슨
- 얼 홀리먼
- 조지 월리스
- 제임스 드러리
- 해리 하비 주니어
- 로저 맥기
- 피터 밀러
- 모건 존스

## 기타
- 원작자: 윌리엄 셰익스피어
- 미술: 어빙 블록
- 의상: 월터 플렁킷
- 의상: 헬렌 로즈